# Mister Gay Monde

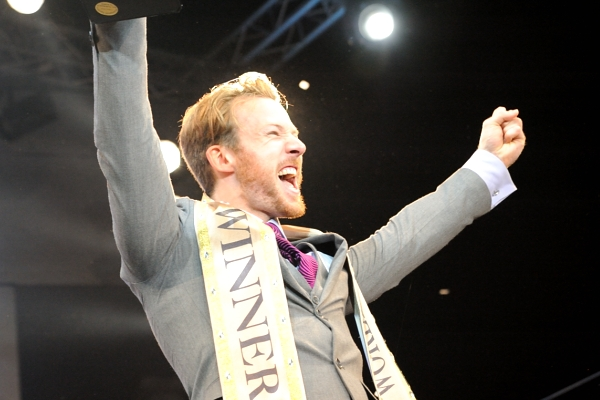
Stuart Hatton Jr quelques instants après avoir remporté le titre Mr Gay World en 2014.

Mister Gay Monde est un concours de beauté international réservé aux hommes gays et visant à promouvoir les droits des personnes de la communauté LGBT et les droits de l'homme en général. C'est le concours gay qui bénéficie du plus de publicité dans le monde et qui connait la plus importante couverture médiatique[style à revoir][réf. nécessaire].

## Missions
Le but de Mister Gay Monde est de sélectionner des ambassadeurs qui deviendront, au-delà de la communauté gay, les porte-paroles des droits LGBT dans le monde, particulièrement auprès des médias. Des candidats ont connu des sanctions dans leurs pays respectifs lors de leurs sélections, comme Taurai Zhanje du Zimbabwe, Robel Hailu d'Éthiopie, Chavdar Arsov de Bulgarie, Wendelinus Hamutenya de Namibie et Xiao Dai de Chine,.

## Gagnants
| Année | Pays             | Mister Gay Monde             | Lieu                          |
| ----- | ---------------- | ---------------------------- | ----------------------------- |
| 2020  | Espagne          | Francisco José Alvarado      | Le Cap, Afrique du Sud        |
| 2019  | Philippines      | John Jeffrey “Janjep” Carlos | Le Cap, Afrique du Sud        |
| 2018  | Australie        | Jordan Bruno                 | Knysna, Afrique du Sud        |
| 2017  | Philippines      | John Fernandez Raspado       | Madrid et Maspalomas, Espagne |
| 2016  | Espagne          | Roger Gosalbez               | San Ġiljan, Malte             |
| 2015  | Hong Kong        | Mass Luciano                 | Knysna, Afrique du Sud        |
| 2015  | Allemagne        | Klaus Burkart (démissionné)  | Knysna, Afrique du Sud        |
| 2014  | Royaume-Uni      | Stuart Hatton                | Rome, Italie                  |
| 2013  | Nouvelle-Zélande | Christopher Michael Olwage   | Anvers, Belgique              |
| 2012  | Nouvelle-Zélande | Andreas Derleth              | Johannesburg, Afrique du Sud  |
| 2011  | Afrique du Sud   | Francois Nel                 | Manille, Philippines          |
| 2010  | Afrique du Sud   | Charl Van Den Berg           | Oslo, Norvège                 |
| 2009  | Irlande          | Max Krzyzanowski             | Whistler, Canada              |

## Présentateurs et artistes invités
| Année | Présentateurs                                      | Invités                                                              |
| ----- | -------------------------------------------------- | -------------------------------------------------------------------- |
| 2012  | Cathy Specific, Soli Philander                     | African Umoja, Kamaliya, Baby M, Terence Bridgett et Alexander Steyn |
| 2011  | Boy Abunda, Precious Lara Quigaman et Wilma Doesnt |                                                                      |
| 2010  | Will Fennell                                       | Velvet                                                               |
| 2009  | Mark Tewksbury et Charlie David                    |                                                                      |

## Par nombre de victoires
| Pays             | Titres | Années     |
| ---------------- | ------ | ---------- |
| Espagne          | 2      | 2016, 2020 |
| Philippines      | 2      | 2017, 2019 |
| Nouvelle-Zélande | 2      | 2012, 2013 |
| Afrique du Sud   | 2      | 2010, 2011 |
| Australie        | 1      | 2018       |
| Hong Kong        | 1      | 2015       |
| Royaume-Uni      | 1      | 2014       |
| Irlande          | 1      | 2009       |